# Staat Buenos Aires
De Staat Buenos Aires (Spaans: Estado de Buenos Ayres) was een secessionistische republiek die het resultaat was van het omver werpen van de regering van de Argentijnse Confederatie in de provincie Buenos Aires op 11 september 1852. De staat werd nooit erkend door de confederatie of door andere landen. In naam was het echter onafhankelijk en had een eigen regering en grondwet. 
Na een overwinning in de slag bij Pavón in 1861 voegde de staat zich terug bij de Argentijnse Confederatie. 